# Beatles for Sale
Beatles for Sale je četrti studijski album skupine The Beatles, izdan 4. decembra 1964 pri založbi Parlophone. Album se je snemal od 11. avgusta do 26. oktobra 1964 v EMI Studios v Londonu. Album vsebuje 14 skladb, od tega 8, ki sta jih skupaj napisala Paul McCartney in John Lennon. Beatles for Sale je bil uvrščen na prvo mesto na britanski lestvici in se je tam zadržal 11 tednov.

## Seznam skladb
Vse pesmi je napisal in uglasbil dvojec Lennon–McCartney, razen kjer je posebej napisano.
| Stran 1 | Stran 1                                                                      | Stran 1 |
| Št.     | Naslov                                                                       | Dolžina |
| ------- | ---------------------------------------------------------------------------- | ------- |
| 1.      | „No Reply‟                                                                   | 2:15    |
| 2.      | „I'm a Loser‟                                                                | 2:31    |
| 3.      | „Baby's in Black‟                                                            | 2:02    |
| 4.      | „Rock and Roll Music‟ (Chuck Berry)                                          | 2:32    |
| 5.      | „I'll Follow the Sun‟                                                        | 1:46    |
| 6.      | „Mr. Moonlight‟ (Roy Lee Johnson)                                            | 2:33    |
| 7.      | „Kansas City/Hey-Hey-Hey-Hey!‟ (Jerry Leiber in Mike Stoller/Little Richard) | 2:33    |

| Stran 2 | Stran 2                                           | Stran 2 |
| Št.     | Naslov                                            | Dolžina |
| ------- | ------------------------------------------------- | ------- |
| 1.      | „Eight Days a Week‟                               | 2:44    |
| 2.      | „Words of Love‟ (Buddy Holly)                     | 2:12    |
| 3.      | „Honey Don't‟ (Carl Perkins)                      | 2:55    |
| 4.      | „Every Little Thing‟                              | 2:01    |
| 5.      | „I Don't Want to Spoil the Party‟                 | 2:33    |
| 6.      | „What You're Doing‟                               | 2:30    |
| 7.      | „Everybody's Trying to Be My Baby‟ (Carl Perkins) | 2:23    |

## Zasedba

### The Beatles
- John Lennon – vokal, kitara, orglice, klavir, tolkala
- Paul McCartney – vokal, bas kitara, kitara, klavir, Hammond orgle
- George Harrison – vokal, kitara, tolkala
- Ringo Starr – bobni, tolkala, vokal

### Dodatni glasbeniki
- George Martin – klavir